# Hibiscus sabdariffa
Hibiscus sabdariffa — це вид квіткових рослин з роду гібіск, який походить з Африки, швидше за все, із Західної Африки, а також зустрічається в Індії, особливо в Магараштрі з місцевою назвою "амбалі". У 16-му та на початку 17-го століть він був поширений у Вест-Індії та Азії відповідно, де з тих пір натуралізувався в багатьох місцях. В побуті рослину часто називають розеллою, суданською рожею (суданською трояндою), а Фармацевтична енциклопедія просто транслітерує латинську назву: гібіскус сабдарифа. Стебла використовуються для виробництва луб’яного волокна, а з висушених чашечок, що мають присмак журавлини, зазвичай заварюють популярного чаю, відомого як каркаде.

## Опис
Hibiscus sabdariffa — однорічна або багаторічна трав'яниста рослина або дерев'янистий напівчагарник, що досягає 2–2.5 м заввишки. Листя глибоко три-п'ятилопатеве, 8–15 см завдовжки, розташоване почережно на стеблах.
Квіти 8–10 см у діаметрі від білого до блідо-жовтого кольору з темно-червоною плямою біля основи кожної пелюстки; мають потужну, масивну чашечку при основі, 1–2 см завширшки, яка підростає протягом сезону до 3–3.5 см і стає м’ясистою і насичено яскраво-червоною, коли плід дозріває, що триває близько шести місяців.

## Назва

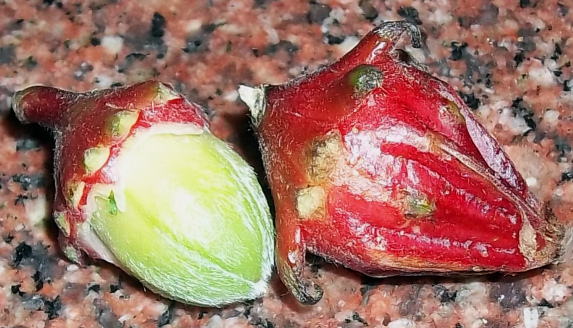
чашечка гібіску

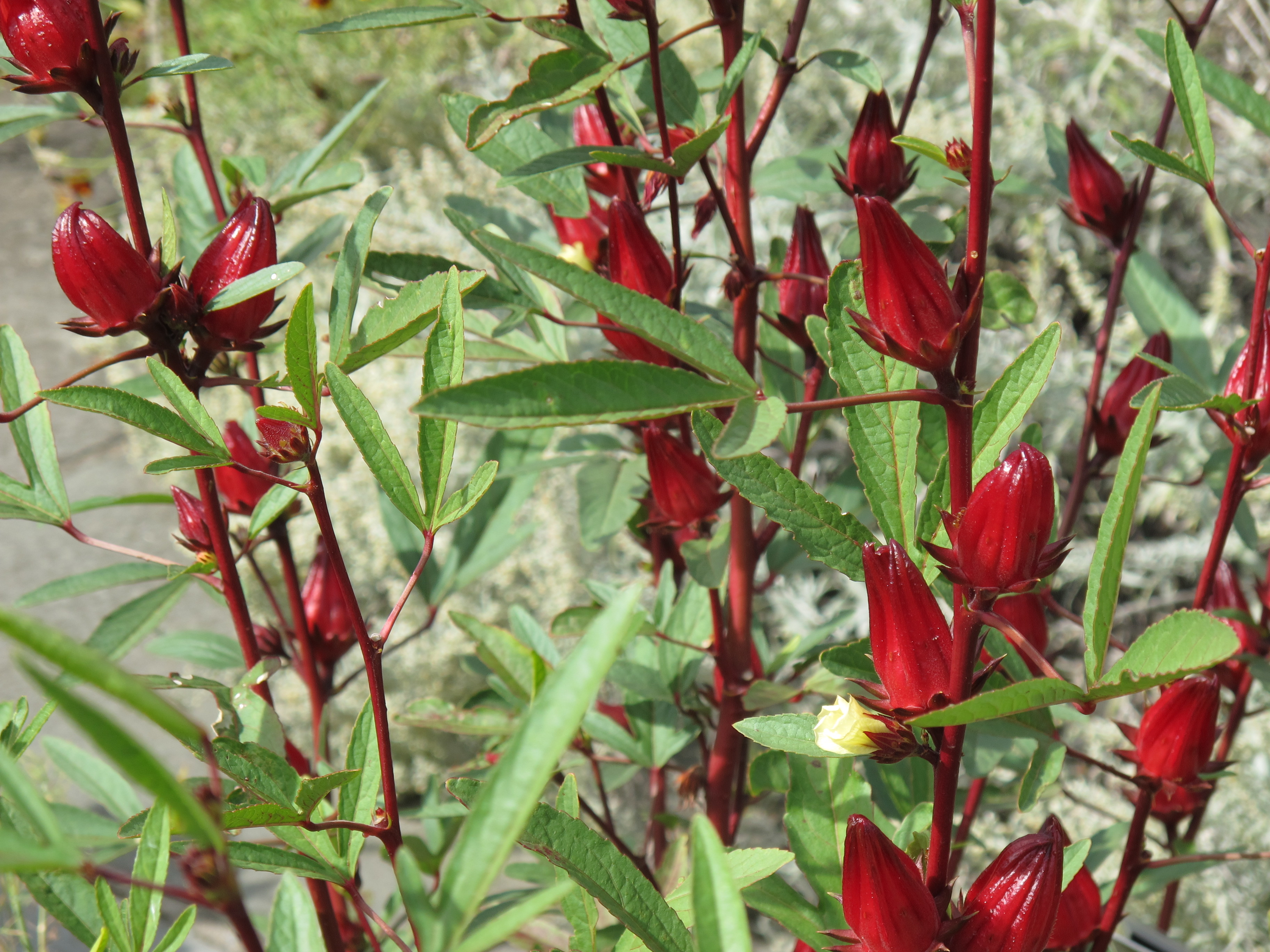
Гібіск на Вейв-Гілл

### Азія
Рослина відома як karkadeh (كركديه) арабською, chin baung (ချဉ်ပေါင်) бірманською мовою, luoshen hua (洛神花) китайською, kraceī́yb тай. กระเจี๊ยบ   (RTGS : krachiap) в тайській мові, ສົ້ມ ພໍ ດີ /sőm phɔː diː /in lao, ស្លឹក ជូរ /slɜk cuː /ស ណ្តា ន់ ទេស /sɑndan tẹːh /, ម្ជូរ បារាំង /məcuː baraŋ /, або ម្ជូរ ព្រឹក /məcuː prɨk/ кхмерською та cây quế mầu, cây bụp giấm або cây bụt giấm в’єтнамською.

#### Південно-Східна Азія, включаючи Північно-Східну Індію та материкову частину Південної Азії
Рослина відома як пунді-палле чи пунді-соппу (ಪುಂಡಿ ಪಲ್ಯ / ಪುಂಡಿ ಸೊಪ್ಪು) мовою Каннада, гоілфа (হইলফা) мовами силеті і чукур (চুকুর), амламадур (অম্লমধুর) на Бенгалі. Також відомий як тенгамора (টেঙামৰা) різними корінними етнічними групами Ассаму, дачанг або датчанг у атонгів, мвіта серед бодо (ще одна корінна етнічна група Ассаму), аміле серед чакмас переважно в Читтагоні, ґальда серед Ґарос, гансеронґ серед карбі (Корінна група Асаама), серед Лоти Нагаланда, гантсеруп, матпіппулі (മത്തിപ്പുളി) та пулівенди (പുളിവെണ്ട) в Малаяламі, амбаді (अंबाडी) в Магараштрі, охрео, серед Маоса, сілло, сугрі серед Мейтей, белчанда (बेलचण्डा) серед непальців, паланга (ଖଟାପାଳଙ୍ଗ) в районах Джагатсінгпур та Каттак і такабгенді (ଟକଭେଣ୍ଡି) на мові одії в районі Баласор Одіша, пуліча кеераї (புளிச்சகீரை) в Тамілі та ґонґура (గోంగూర) у Телугу. антур-сен (червона розелла) або лакгер антур у Мізо, гміакгу сайпа (червона розелла) або мату гміакгу в Марі в Мізорамі, Індія та штаті Чин, М'янма. Люди Марма називають її япунг. У регіоні Чота Нагпур вона відома як кудрум або дгепа сааґ на діалекті Наґпурі/Садрі. Вона також відома під різними назвами у різних мовах цього регіону, наприклад іпіл джонґор, що означає «зірковий плід» мовою мундарі.

#### Австралія
В Австралії розелла відома як розелла або плід розелли. Вважається, що рослина потрапила в Австралію в результаті обмінів між торговцями Макассаре.

### Африка
У племені йоруба на південному заході Нігерії розель відома як ìsápá, та якува у народу гауса з північної Нігерії, який також називає насіння ґурґузу, а оболонку капсули — зобородо або зобо.
Серед племені Тів Центральної Нігерії рослина називається "ашве", а капсула - "аґбенде ашве". В основному його споживають як суп у трьох видах: листя або варять, або готують на пару та подрібнюють на жорнах, у такому вигляді воно вважається делікатесом через збереження характерного «смаку» (трохи кислуватий смак) листя. Зовнішня оболонка капсули (зелений сорт) також готується як суп, який не має смаку листя. Червоний варіант капсули рідко (якщо взагалі взагалі) готують, замість цього кип’ятять, екстракт охолоджують і п’ють (як чай або содову воду з додаванням цукру). Ця форма відома як «зобо», що насправді є запозиченою назвою, так само як і цей спосіб приготування. Традиційно червоний варіант використовувався як барвник для фарбування деревини тощо.

### Латинська Америка і Карибський басейн
Розелла відома як саріл або флор де Ямайка в Центральній Америці та щавель у багатьох частинах англомовного Карибського басейну, включаючи Тринідад і Тобаго, Ямайку та більшість островів у Вест-Індії.

## Використання
В Індії рослина в основному культивується для виробництва луб'яних волокон, які відділяють із стебел рослини та плетуть з них мотузки або тчуть мішковину. Волокно можна використовувати як замінник джуту при виготовленні мішковини. Гібіски, зокрема розеллу, використовують у народній медицині як сечогінний і легкий проносний засіб.
Червоні чашечки рослини все частіше експортуються до Сполучених Штатів і Європи, зокрема до Німеччини, де їх використовують як харчові барвники. Його можна знайти на ринках (у вигляді квітів або сиропу) у таких місцях, як Франція, де є громади сенегальських іммігрантів. Зелене листя використовується як гострий варіант шпинату. Листям приправляють для смаку сенегальську страву з риби та рису thieboudienne. Належний облік не ведеться, але уряд Сенегалу оцінює національне виробництво та споживання в 700 т (770 американських тонн) на рік. У М’янмі їхнє зелене листя є основним інгредієнтом каррі.
Бразильці використовують гірке коріння рослини як шлунковий, пом’якшувальний та розсмоктуючий засіб.

### Як овоч
У Біхарі та Джаркханді розелла також відома як «кудрум» місцевою мовою. Яскраво-червоні пелюстки плодів використовується для солодко-кислого смаку чатні.
У Сатпуда-Прадеш (поблизу кордону штату Магараштра / Ґуджарат) розелла називається кхате-фуле мовою місцевих племен. Листя кхате-фуле змішують із зеленим перцем чилі, сіллю, трохи часнику, щоб приготувати чатні та бхаджі, які подають із джоваром (сорго) або баджра (пшоном), та пласкими паляницями. Це їдять племена як сніданок, щоб почати свій день. Суху страву або "сухі баджі" готують із листя хате фюле.
У кухні Андгра розеллу називають ґонґура і широко використовують. Листя запарюють з сочевицею і варять з них густу бобову юшку дал. Ще одна унікальна страва готується шляхом змішування смаженого листя зі спеціями та приготування ґонґури паччаді, найвідомішої страви Андгра та Телангана, яку часто називають королевою всіх страв Андгри. У Маніпурі її називають Суґрі та використовують як овоч. Його, як правило, готують без олії, відварюючи з деякими іншими травами та сушеною рибою, і це улюблена страва жителів Маніпурі. Практично в кожній родині є ця рослина вдома.
У бірманській кухні, її називають chin baung ywet (букв. кислий листок), розелла широко використовується і вважається доступною. Це, мабуть, найбільш поширений і популярний овоч у М’янмі. Листя смажать з часником, сушеними або свіжими креветками і зеленим чилі або готують з рибою. Популярною стравою є також легкий суп із листя розели та бульйону з сушених креветок.
Серед племені paites з Маніпуру Hibiscus sabdariffa та Hibiscus cannabinus,  відомі серед місцевих жителів як anthuk, готують разом з куркою, рибою, крабами, свининою чи будь-яким іншим м’ясом і готують як суп в одній з їхніх традиційних кухонь. На пагорбах Гаро в Меґгалаї її називають ґалда і вживають у відвареному вигляді зі свининою, куркою або рибою. Після мусону листя сушать і подрібнюють на борошно, а потім зберігають для приготування протягом зими в рагу з рисовим борошном, відомому як galda gisi pura. На пагорбах Кгасі в Меґгалаї місцева рослина відома як джаєв, а листя використовуються в місцевій кухні, готуються як із сушеною, так і зі свіжою рибою. Бодо та інші корінні ассамські громади північно-східної Індії готують листя з рибою, креветками або свининою, а також відварюють його як овочі, що дуже смакує. Іноді вони додають місцевий луг під назвою карві або кхар, щоб зменшити його терпкість і додати смаку.
На Філіппінах листя і квіти використовують для додання кислинки страві з курки тинола (куряче рагу).
У В'єтнамі молоде листя, стебла і плоди використовують для приготування супів з рибою, зокрема вуграми.
У Малі висушене та мелене листя, також зване джіссіма, зазвичай використовується в кухні Сонґаї в регіонах Тімбукту, Ґао та їх околицях. Це основний інгредієнт принаймні двох страв: одна називається djissima-goundae, де рис повільно вариться в бульйоні, що містить листя та баранину, а інша страва називається djissima-mafé, де листя готують у томатному соусі., включаючи баранину. Відзначимо, що джиссіма-ґундай також вважається доступною стравою.
У Намібії її називають мутете, і її споживають люди з регіону Каванґо на північному сході Намібії.
У центральноафриканських країнах Конго-Кіншаса, Конго-Браззавіль і Ґабоні листя називають oseille і використовують у пюре або в соусі, часто з рибою та/або баклажанами.

### Напій

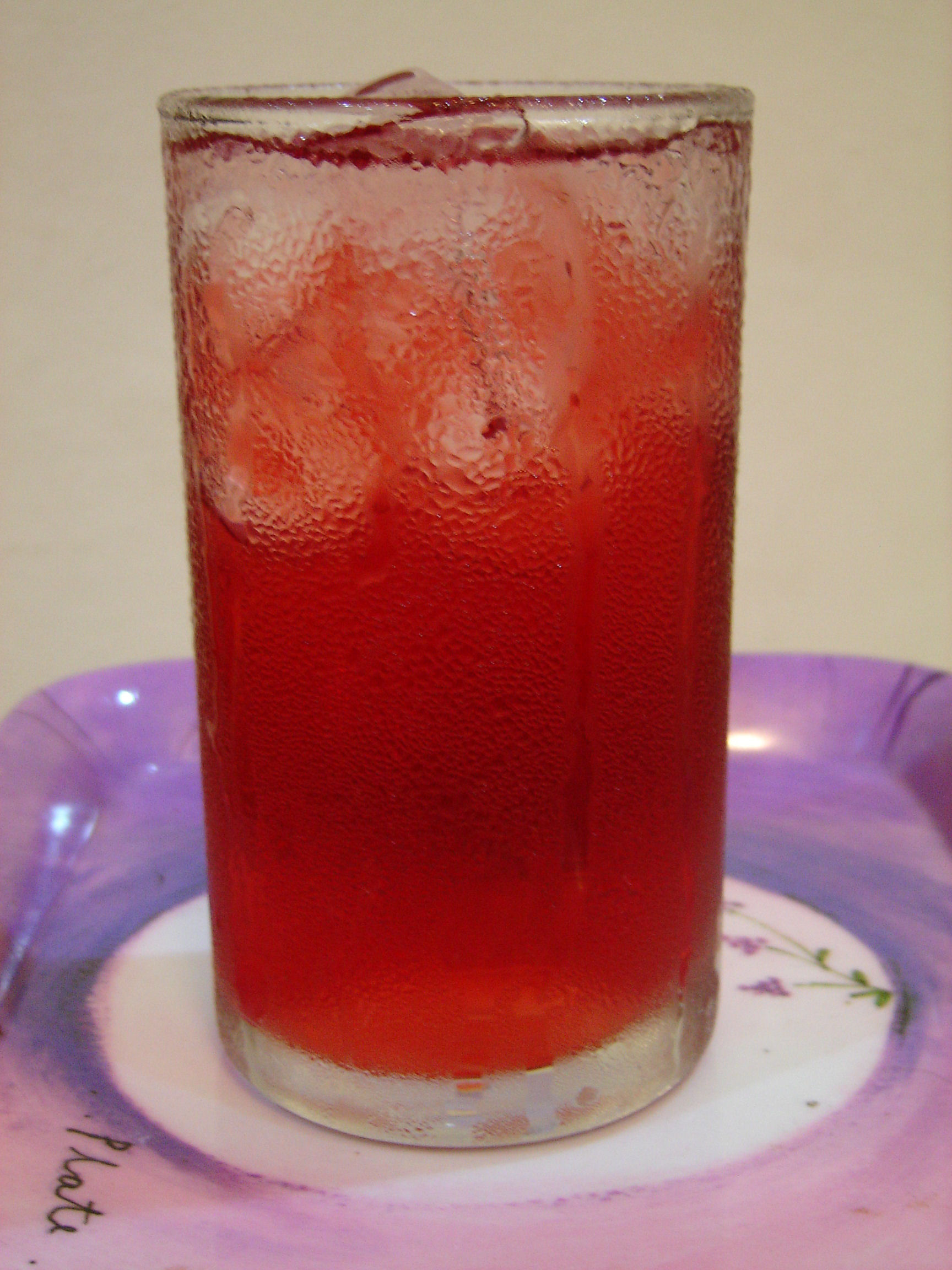
Напій з розелли

У Карибському басейні готують напій із плодів розели (видалені чашечки з насіннєвими коробочками). Його готують шляхом кип’ятіння свіжих, заморожених або висушених плодів розели у воді протягом 8-10 хвилин (або поки вода не стане червоною), потім додають цукор. Під час кип’ятіння також можна додати лавровий листок і гвоздику. Його часто подають охолодженим. Це робиться в Сент-Вінсенті і Гренадинах, Тринідаді і Тобаго, Гаяні, Антигуа, Барбадосі, Белізі, Сент-Люсії, Домініці, Гренаді, Ямайці, Американських Віргінських островах і Сент-Кітс і Невісі, де рослину або плід називають щавлем. Напій є одним із кількох недорогих напоїв (aguas frescas), які зазвичай вживають у Мексиці та Центральній Америці; вони зазвичай виготовляються зі свіжих фруктів, соків або екстрактів. У мексиканських ресторанах США цей напій іноді називають просто Ямайка (ісп. вимова: [xaˈmajka]). Він дуже популярний у Тринідаді і Тобаго, особливо як сезонний напій на Різдво, де воліють корицю, гвоздику та лавровий листок замість імбиру. Він також популярний на Ямайці, зазвичай приправлений ромом.
У Гані, Малі, Сенегалі, Гамбії, Буркіна-Фасо, Кот-д’Івуарі та Беніні чашечки використовують для приготування холодних солодких напоїв, популярних на світських заходах, часто змішуючи з листям м’яти,  розчиненими ментоловими цукерками та/або фруктовими ароматизаторами.
Суданський «Каркаде» (كركديه) — холодний напій, який готують шляхом замочування висушених чашечок каркаде в холодній воді на ніч у холодильнику з додаванням цукру та соку лимона або лайма. Потім його споживають з кубиками льоду або без них після відціджування квітів. У Лівані іноді додають підсмажені кедрові горіхи.
Розеллу використовують у Нігерії для приготування освіжаючого напою, відомого як Zobo, і додається натуральний фруктовий сік ананаса та кавуна. Також в освіжаючий напій іноді додають імбир.
З появою в США інтересу до південно-прикордонної кухні чашечки продаються в пакетиках, як правило, з написом "flor de Jamaica", і вже давно доступні в магазинах здорової їжі в США для приготування чаю. На додаток до популярного домашнього напою, Jarritos, популярна марка мексиканських безалкогольних напоїв, виробляє газований напій зі смаком flor de Jamaica. Імпортні Jarritos можна легко знайти у США.
У США напій, відомий як гібісковий кулер, виготовляють із чаю, підсолоджувача, а іноді й соку яблук, винограду чи лимона. Напій продають деякі сокові компанії. Напої, виготовлені з плодів розелли, часто вживаються афроамериканцями на світських або сімейних зустрічах, зокрема на День 1 червня, на свято звільнення рабів. Червоний напій популярний у цій культурі, оскільки він є визнанням споконвічної західноафриканської та афроамериканської культури.
У Великій Британії сушені чашечки та готовий сироп із "щавлю" широко доступні та дешеві в бакалійних магазинах країн Карибського басейну та Азії. Свіжі чашечки імпортуються в основному в грудні та січні для приготування різдвяних і новорічних настоїв, з яких часто готують коктейлі з ромом. Вони дуже швидко псуються, швидко розвивають грибкову гниль, і їх потрібно використовувати відразу після покупки — на відміну від сушеного продукту, який має тривалий термін зберігання.
В Африці, особливо в Сахелі, розеллу зазвичай використовують для приготування солодкого трав’яного чаю, який продають на вулиці. Сухі квіти можна знайти на кожному ринку. Чай Roselle досить поширений в Італії, де він поширився протягом перших десятиліть 20 століття як типовий продукт італійських колоній. Пивоварня Carib Brewery, пивоварня Тринідаду і Тобаго, виробляє «Shandy Sorrel», у якому чай поєднується з пивом.
У Таїланді розеллу зазвичай п'ють як прохолодний напій, і з неї можна зробити вино.
Квіти гібіска зазвичай зустрічаються в комерційних трав’яних чаях, особливо в чаях, які рекламуються як ягідні, оскільки вони надають напою яскраво-червоного кольору.
Квіти розелли продаються в Австралії як квіти дикого гібіску в сиропі як вишуканий продукт. Рецепти включають начинку їх козячим сиром; їх подають на скибочках багета, запікають із брі; і вкидають одну квітку і трохи сиропу в келих для шампанського перед наливанням шампанського — бульбашки викликають розкриття квітки.
У Додомі, Танзанія, варять сік Roselle, щоб зробити вино Roselle відомим під назвою чойя.

### Джем і варення
У Нігерії варення з розелли готують з колоніальних часів і досі регулярно продають на громадських святах і в благодійних кіосках. За смаком воно схоже на сливове варення, але більш кисле. Відрізняється від інших джемів тим, що пектин отримують при варінні внутрішніх бутонів квіток розели. Таким чином, варення з розели можна приготувати лише з бруньок розели та цукру.
У Бірмі з бруньок розели роблять «консервовані фрукти» або варення. Залежно від методу та вподобань, насіння видаляють або залишають. Джеми, виготовлені з бутонів розели та цукру, червоні та гострі.
В Індії з розелли зазвичай роблять різновид соління.
«Щавлеве желе» виробляється в Тринідаді.
Розеллове варення виготовляють у Квінсленді, Австралія, як домашній або спеціальний продукт, який продається на святах та інших громадських заходах.

### Фітотерапія (від високого тиску)
Метааналіз 2021 року, проведений Кокранівською групою з гіпертензії, дійшов висновку, що наразі недостатньо доказів, щоб встановити, чи ефективна розела порівняно з плацебо в регулюванні або зниженні артеріального тиску у людей з гіпертонією. Старіше мета-опитування (2015) в Journal of Hypertension свідчить про типове зниження артеріального тиску приблизно на 7,5/3,5 одиниць (систолічний/діастолічний). Обидва посилаються на необхідність додаткових добре спланованих досліджень.

## Вирощування

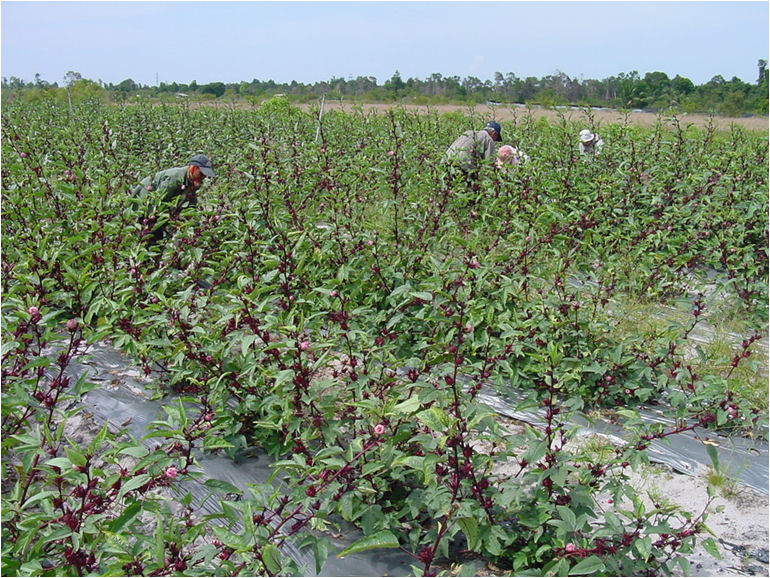
Збір врожаю розели, висадженої на піщаних ґрунтах у Ру-Тапаї, Теренгану, Малайзія (вересень 2002 р.)

Китай і Таїланд є найбільшими виробниками і контролюють значну частину світових поставок. Найкраща у світі розелла походить із Судану та Нігерії, однак Мексика, Єгипет, Сенегал, Танзанія, Малі та Ямайка також є важливими виробниками, але продукція в основному використовується всередині країни.
На Індійському субконтиненті (особливо в районі дельти Ґанґу) розеллу вирощують для отримання рослинних волокон. У цьому регіоні розеллу називають meśta (або meshta, ś означає звук ш). Більшість його волокон споживаються місцево. Проте волокно (а також обрізки) з рослини розелли має великий попит у промисловості, що використовує натуральне волокно.
Розелла — відносно нова культура для створення промисловості в Малайзії. Вона була інтродукована на початку 1990-х років, і її комерційні посадки вперше були зроблені в 1993 році Департаментом сільського господарства Теренгану. Посівна площа становила 12,8 га (30 акрів) у 1993 році і постійно збільшувався до піку в 506 га (1 000 акрів) до 2000 року. Зараз посівна площа менше 150 га (400 акрів) щорічно, висаджується двома основними сортами. Штат Теренгану був першим і найбільшим виробником, але тепер виробництво поширилося на інші штати. Незважаючи на скорочення гектарів за останнє десятиліття чи близько того, розелла стає все більш відомою населенню як важливий напій для здоров’я. У невеликій мірі чашечки також переробляють на солодкий розсольник, желе та варення.

## Дослідження посівів
У перші роки обмежена дослідницька робота проводилася Малайським університетом та Малайзійським інститутом сільськогосподарських досліджень і розвитку (MARDI). Дослідницька робота в Universiti Kebangsaan Malaysia (UKM) була розпочата в 1999 році. Багато в чому враховується обсяг дослідницької роботи  мізерний у підтримці зростаючої промисловості розелли у Малайзії.

### Генетичні ресурси та вдосконалення сільськогосподарських культур
Генетична мінливість важлива для селекціонерів для підвищення продуктивності сільськогосподарських культур.Оскільки культура є інтродукованим видом у Малайзії, існує дуже обмежена кількість зразків зародкової плазми, доступних для розведення.
УКМ підтримує діючу колекцію зародкової плазми та проводить агрономічні дослідження та покращення посівів.

### Мутаційне розведення
Звичайну гібридизацію важко провести у розелли через її клейстогамний характер розмноження. Через це було започатковано програму розмноження мутацій для створення нової генетичної мінливості. Використання індукованих мутацій для його вдосконалення було розпочато в 1999 році у співпраці з МІНТ (тепер називається Малайзійське ядерне агентство) і створило кілька перспективних ліній розведення. розелли — тетраплоїдний вид; таким чином, сегреговані популяції потребують більшого часу для досягнення фіксації порівняно з диплоїдними видами. У квітні 2009 року УКМ вивело на ринок три нові сорти УКМР-1, УКМР-2 та УКМР-3. Ці нові сорти були створені з використанням арабського як батьківського сорту в програмі мутаційної селекції, яка розпочалася в 2006 році.

### Природний ауткросинг в місцевих умовах
Було проведено дослідження, щоб оцінити кількість ауткросингу в місцевих умовах Малайзії. Було виявлено, що ауткросинг відбувався з дуже низькою швидкістю приблизно 0,02%. Однак цей показник набагато нижчий у порівнянні з оцінками природного перехресного запилення від 0,20% до 0,68%, як повідомляється на Ямайці.

## Фітохімікати
Листя гібіска є хорошим джерелом поліфенольних сполук. Основні ідентифіковані сполуки включають неохлорогенову кислоту, хлорогенову кислоту, криптохлорогенову кислоту, кофеїлшикімову кислоту та флавоноїдні сполуки, такі як кверцетин, кемпферол та їх похідні. Квітки багаті антоціанами, а також протокатеховою кислотою. Висушені чашечки містять флавоноїди госіпетин, гібісцетин і сабдаретин. Основним пігментом не є дафніфілін. Присутні невеликі кількості миртиліну (дельфінідин 3-моноглюкозид), хризантеніну (ціанідин 3-моноглюкозид) і дельфінідину. Насіння розель є хорошим джерелом жиророзчинних антиоксидантів, зокрема гамма-токоферолу.

## Галерея

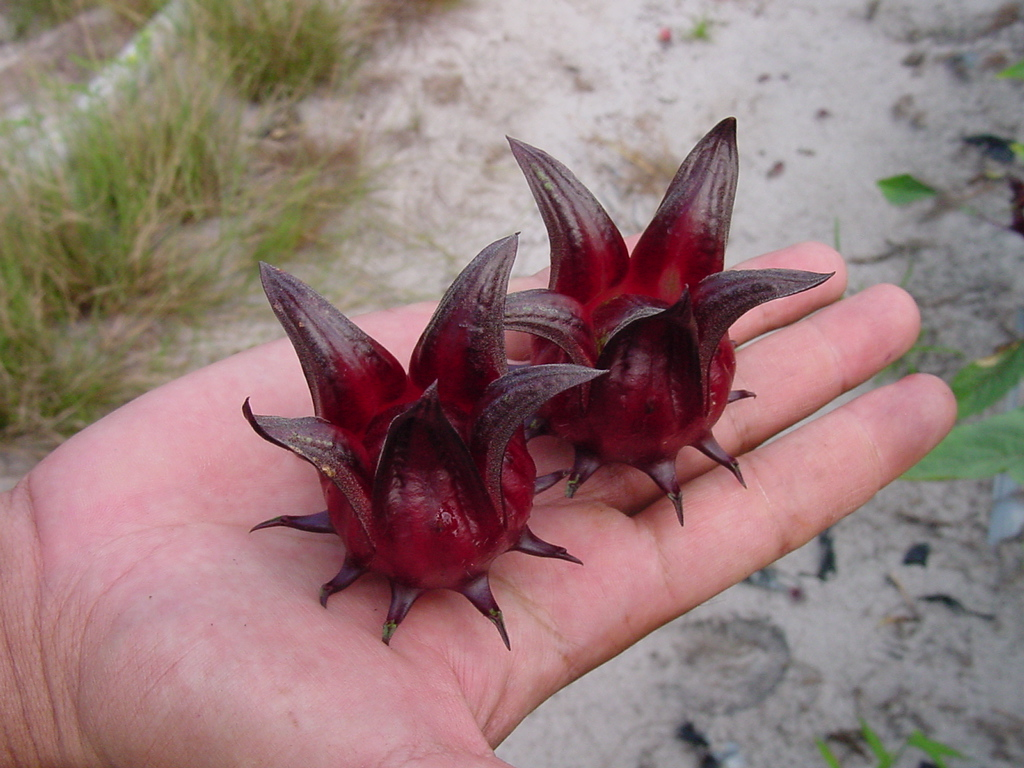
Популярний сорт розели, висаджений у Малайзії: Теренгану. Плоди розели збирають свіжими, а з чашечок готують напій, багатий вітаміном С і антоціанами.
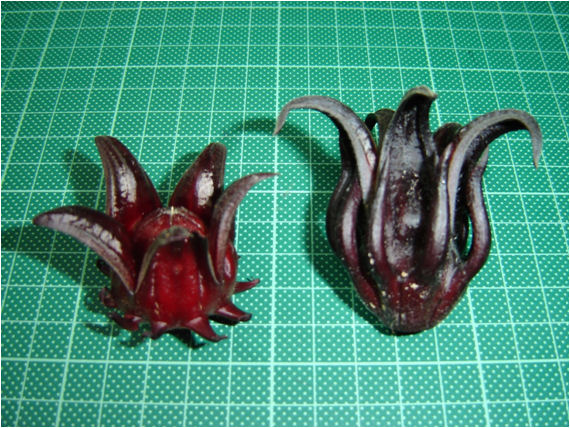
У Малайзії висаджують два сорти — лівий теренгану або УМКЛ-1, правий араб. Сорти дають близько 8 т/га (3,6 коротких тонн/акр) свіжих плодів або 4 т/га (1,8 коротких тонн/акр) свіжих чашечок. У середньому сорт Араб дає більшу врожайність і має більше співвідношення чашечок до коробочок.
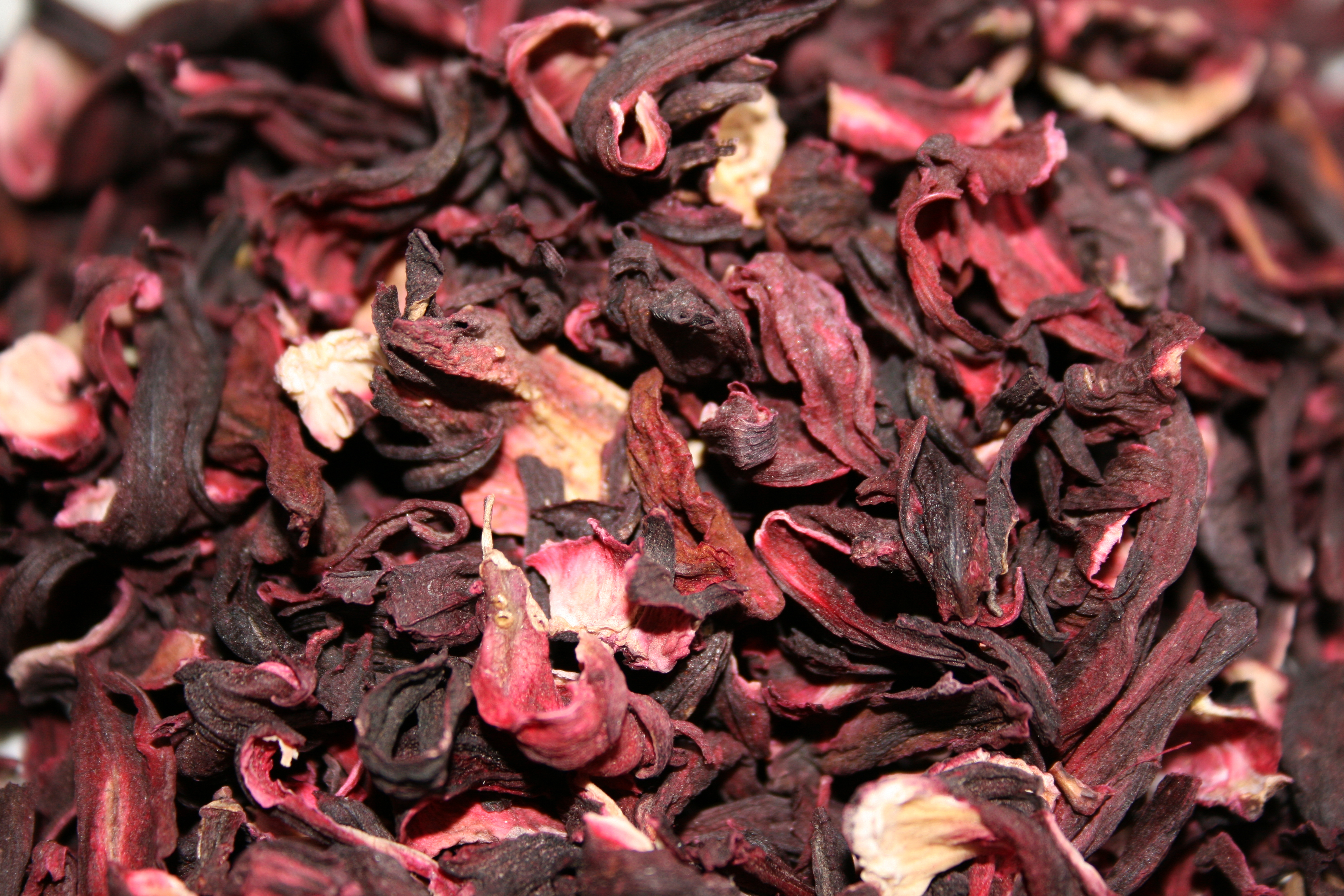
Висушені чашечки розели можна отримати двома способами. Один із способів — зібрати плоди свіжими, прикрасити їх, а потім висушити чашечки; інший - залишити плоди висохнути на рослинах до певної міри, зібрати висушені плоди, висушити їх далі, якщо необхідно, а потім відокремити чашечки від коробочок
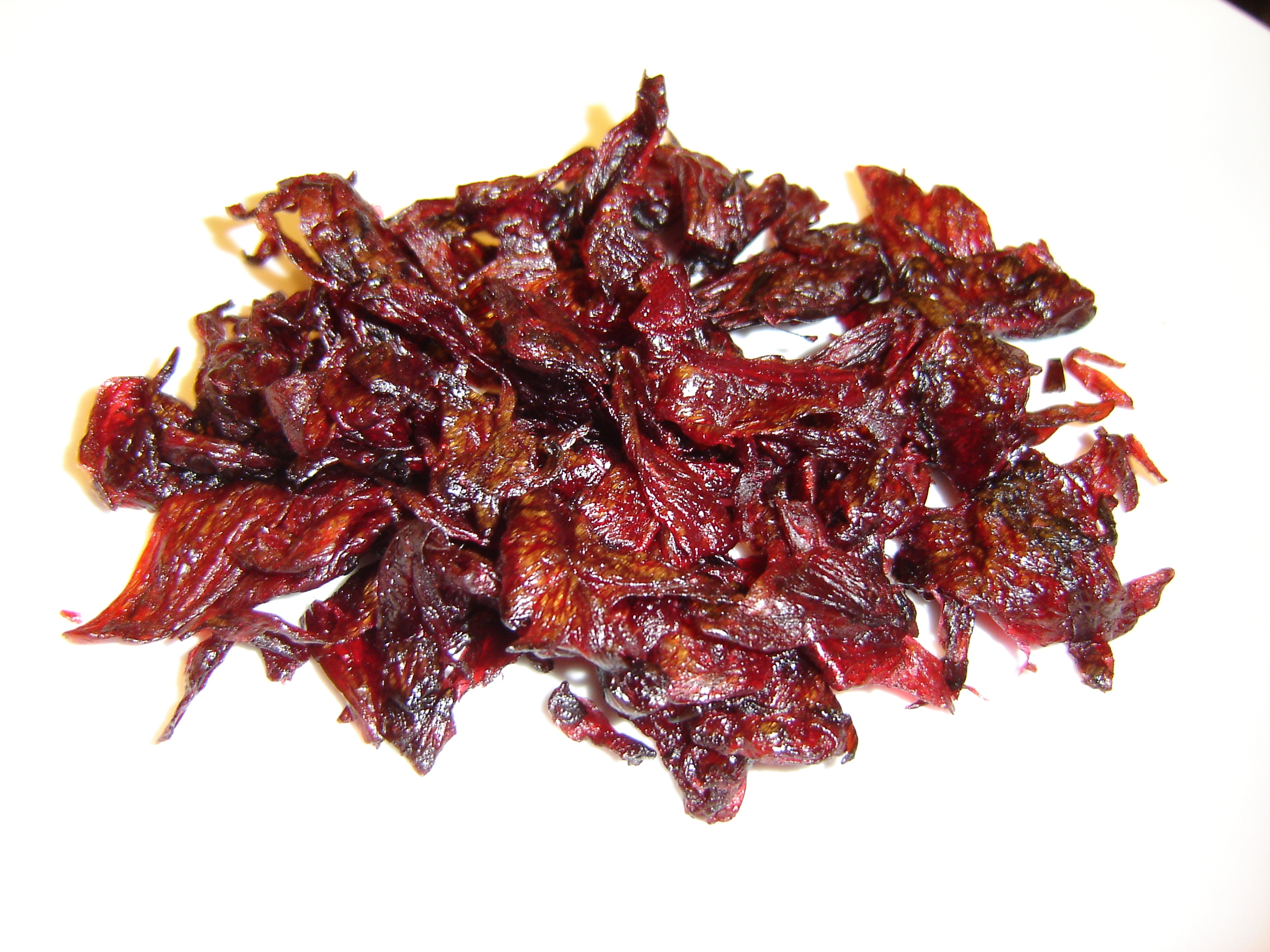
Чашечки розел можна переробити на солодкий розсольник. Зазвичай це виходить як побічний продукт виробництва соку. Однак якісний солодкий розсольник може вимагати особливого процесу виробництва.
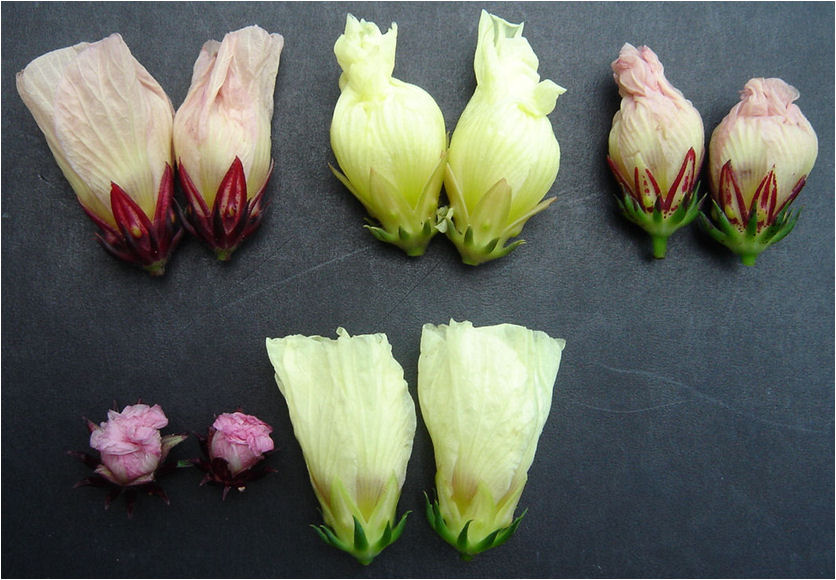
Варіації забарвлення квіток розели (тетраплоїдний вид)
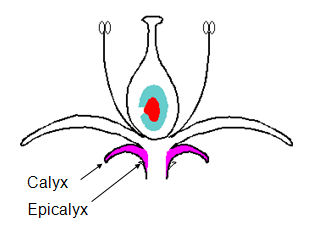
Чашечка (збірне поняття для чашолистків квітки); Епікалікс (загальний термін для структур, розташованих на справжній чашечці, під нею або близько до неї, також званої помилковою чашечкою). Деякі різновиди демонструють чітко виражену структуру верхівки чашечки, як, наприклад, у сорту Arab (множинні чашечки).
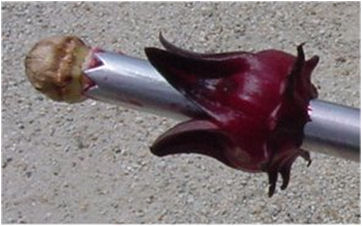
Декорування — видалення насіннєвої коробочки з плоду за допомогою простого ручного гаджета для отримання його чашечки
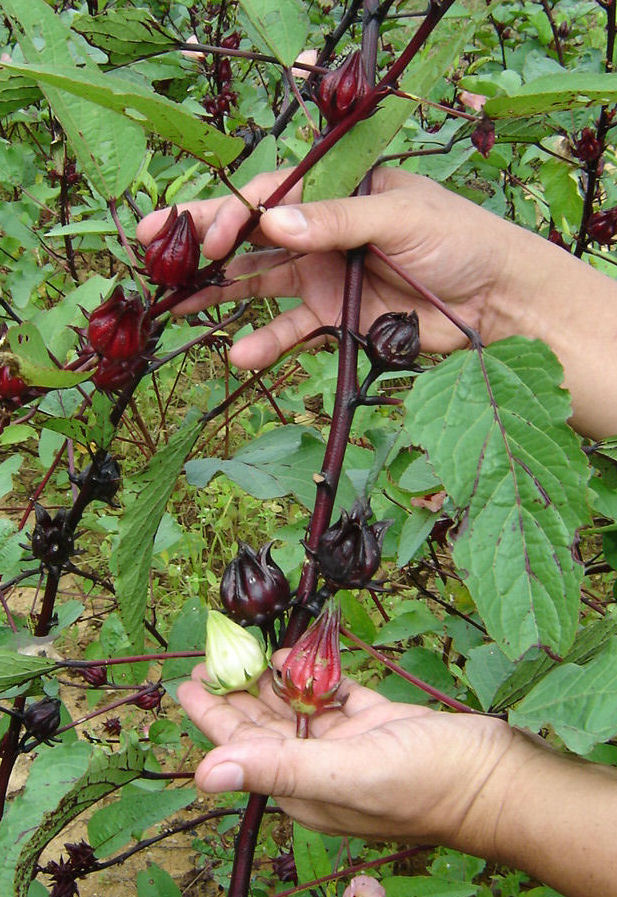
Деякі селекційні лінії виникли з програми мутаційного розведення в UKM.

## Виноски
1. ↑  Roselle - plant. Encyclopedia Britannica. Архів оригіналу за 20 квітня 2022.
2. ↑  Reinhorn, Marc, Dictionnaire laotien-français, Paris, CNRS, 1970, p. 688.
3. ↑  Pauline Dy Phon, វចនានុក្រមរុក្ខជាតិប្រើប្រាស់ក្នុងប្រទេសកម្ពុជា, Dictionnaire des Plantes utilisées au Cambodge, Dictionary of Plants used in Cambodia, ភ្នំពេញ Phnom Penh, បោះពុម្ពលើកទី ១, រោងពុម្ព ហ ធីម អូឡាំពិក (រក្សាសិទ្ធិ៖ អ្នកគ្រូ ឌី ផុន) គ.ស. ២០០០, ទំព័រ ៣៤៣-៣៤៤, 1st edition: 2000, Imprimerie Olympic Hor Thim (© Pauline Dy Phon), 1er tirage: 2000, Imprimerie Olympic Hor Thim, pp. 343-344; Mathieu LETI, HUL Sovanmoly, Jean-Gabriel FOUCHÉ, CHENG Sun Kaing & Bruno DAVID, Flore photographique du Cambodge, Toulouse, Éditions Privat, 2013, p. 360.
4. ↑  Rosella Growing Information. greenharvest.com.au. Процитовано 12 січня 2023.{{cite web}}:  Обслуговування CS1: Сторінки з параметром url-status, але без параметра archive-url (посилання)
5. ↑  Standley, Paul C.; Blake, S. F. (1923). Trees and Shrubs of Mexico (Oxalidaceae-Turneraceae). Contributions from the United States National Herbarium. Washington, D.C.: Department of Botany, Smithsonian Institution. 23 (3): 779. JSTOR 23492504.
6. ↑  Duke, James A. (7 січня 1998). Hibiscus sabdariffa L. Handbook of Energy Crops. Center for New Crops & Plant Products, Purdue University.
7. ↑  Hibiscus. Drugs.com Herbal Database. Drugs.com. 21 травня 2021. Архів оригіналу за 19 січня 2022.
8. ↑  Peter, K.V (2007). Underutilized and Underexploited Horticultural Crops. Т. 2. Kerala, India: New India Publishing Agency. с. 204. ISBN 978-8189422691.
9. ↑  Peter, K.V. (2007). Underutilized and Underexploited Horticultural Crops. Т. 2. Kerala, India: New India Publishing Agency. с. 205. ISBN 978-8189422691.
10. ↑  Sula, Mike (4 вересня 2013). How to eat hibiscus like the Burmese. Chicago Reader. Архів оригіналу за 18 вересня 2021.
11. ↑  Morton, Julia F. (1987). Roselle: Hibiscus sabdariffa L. Purdue University, College of Agriculture. Архів оригіналу за 1 червня 2000. Morton, J. 1987. Roselle. p. 281–286. In: Fruits of warm climates. Julia F. Morton, Miami, FL.
12. ↑  https://vanitascorner.com/khate-fule/%5Bнедоступне+посилання%5D
13. ↑  Hansen, Barbara (7 жовтня 1993). Uncommon Herbs : In a Burmese Garden. Los Angeles Times. Архів оригіналу за 7 липня 2012.
14. ↑  Kelsa ~ Hau Za Cin :: ZOMI DAILY. www.zomidaily.org. 3 січня 2015. Архів оригіналу за 12 серпня 2022.
15. ↑  Chicken Tinola Recipe. Panlasang Pinoy (амер.). Архів оригіналу за 15 травня 2021. Процитовано 9 вересня 2021.
16. ↑  Tanaka, Yoshitaka; Van Ke, Nguyen (2007). Edible Wild Plants of Vietnam: The Bountiful Garden. Thailand: Orchid Press. с. 91. ISBN 978-9745240896.
17. ↑  Sorrel Juice Is Good for You. Sweet TnT Magazine. 8 листопада 2017. Архів оригіналу за 16 травня 2020. Процитовано 16 вересня 2020.
18. ↑  Sorrel Drink. Simply Trini Cooking. 16 грудня 2008. Архів оригіналу за 27 серпня 2015.
19. ↑  Khanna, Sarah (29 лютого 2012). Karkadeh: A Sweet Hibiscus Tea. Honest Cooking. Rosebud Media. Архів оригіналу за 26 листопада 2022. [Архівовано 2022-11-26 у Wayback Machine.]
20. ↑  Madubike, Flo. Zobo Drink a.k.a. Zoborodo. All Nigerian Recipes. Архів оригіналу за 8 грудня 2022.
21. ↑  Hibiscus Cooler. R.W. Knudsen Family (амер.). Knudsen & Sons, Inc. Архів оригіналу за 10 серпня 2016. Процитовано 4 червня 2018. [Архівовано 2016-08-11 у Wayback Machine.]
22. ↑  Grigsby Bates, Karen (16 червня 2021). A Taste Of Freedom : Code Switch. NPR.org (англ.). Архів оригіналу за 14 грудня 2022. Процитовано 28 квітня 2022.
23. ↑  Mai_25759 (7 вересня 2012). น้ำกระเจี๊ยบแดง มาฝากของเย็นเป็นเครื่องดื่มกันต่อค่ะ. Mthai Picpost. Архів оригіналу за 18 серпня 2013. [Архівовано 2017-07-07 у Wayback Machine.]
24. ↑  King, Arno (12 липня 2016). Jam of the tropics: growing and using Rosella |. GardenDrum (амер.). Архів оригіналу за 13 серпня 2022. Процитовано 9 вересня 2021.
25. ↑  Rosella Jam 120g. Bush Tucker Shop. Kurrajong Australian Native Foods. Архів оригіналу за 29 березня 2014. Процитовано 29 березня 2014.
26. 1 2  Pattanittum, Porjai; Ngamjarus, Chetta; Buttramee, Fonthip; Somboonporn, Charoonsak (27 листопада 2021). Roselle for hypertension in adults. The Cochrane Database of Systematic Reviews. 2021 (11): CD007894. doi:10.1002/14651858.CD007894.pub3. ISSN 1469-493X. PMC 8626866. PMID 34837382.
27. 1 2  Serban C, Sahebkar A, Ursoniu S, Andrica F, Banach M (2015). Effect of sour tea (Hibiscus sabdariffa L.) on arterial hypertension: a systematic review and meta-analysis of randomized controlled trials. Journal of Hypertension. 33 (6): 1119—27. doi:10.1097/HJH.0000000000000585. PMID 25875025.
28. ↑  Mazaud, François; Röttger, Alexandra; Steffel, Katja, ред. (22 квітня 2004). HIBISCUS Post-harvest Operations page 4 (PDF). Продовольча та сільськогосподарська організація ООН (FAO). Архів оригіналу (PDF) за 11 грудня 2022.
29. ↑  Mazaud, François; Röttger, Alexandra; Steffel, Katja; D'Aquilio, Larissa (ред.). CHAPTER XXVIII HIBISCUS: Post-Production Management for Improved Market Access for Herbs and Spices - Hibiscus. Food and Agriculture Organization of the United Nations (FAO). Архів оригіналу за 23 листопада 2007. Процитовано 25 серпня 2007.
30. ↑  FNCA 2005 WORKSHOP ON MUTATION BREEDING. Forum for Nuclear Cooperation in Asia (FNCA). 6 грудня 2005. Архів оригіналу за 30 жовтня 2007.
31. ↑  Zhen J, Villani TS, Guo Y, Qi Y, Chin K, Pan MH, Ho CT, Simon JE, Wu Q (2016). Phytochemistry, antioxidant capacity, total phenolic content and anti-inflammatory activity of Hibiscus sabdariffa leaves. Food Chemistry. 190: 673—680. doi:10.1016/j.foodchem.2015.06.006. PMID 26213025.
32. ↑  Bassey, Rosemary B. (28 серпня 2021). The stain extracted from roselle is not daphniphylline. The Biological Stain Commission. The Biological Stain Commission. Архів оригіналу за 29 червня 2022.
33. ↑  Mohamed R, Fernández J, Pineda M, Aguilar M (2007). Roselle (Hibiscus sabdariffa) seed oil is a rich source of gamma-tocopherol. J Food Sci. 72 (3): S207—11. doi:10.1111/j.1750-3841.2007.00285.x. PMID 17995816.

## Подальше читання
- Chau, J. W.; Jin, M. W.; Wea, L. L.; Chia, Y. C.; Fen, P. C.; Tsui, H. T. (2000). Protective effect of Hibiscus anthocyanins against tert-butyl hydroperoxide-induced hepatic toxicity in rats. Food and Chemical Toxicology. 38 (5): 411—416. doi:10.1016/S0278-6915(00)00011-9. PMID 10762726.
- Mohamad, O.; Mohd. Nazir, B.; Abdul Rahman, M.; Herman, S. (December 2002). Roselle: A new crop in Malaysia. Buletin Persatuan Genetik Malaysia. 8 (1): 12—13.
- Mohamad, O.; Mohd. Nazir, B.; Azhar, M.; Gandhi, R.; Shamsudin, S.; Arbayana, A.; Mohammad Feroz, K.; Liew, S.K.; Sam, C.W. (2002). Roselle improvement through conventional and mutation breeding. Proceedings of INC 2002. International Nuclear Conference 2002: Global Trends and Perspectives, Seminar I: Agriculture and Biosciences: 23—41. RN:34030224, TRN: MY0301988030224.
- Mohamad, O.; Ramadan, G.; Herman, S.; Halimaton Saadiah, O.; Noor Baiti, A. A.; Ahmad Bachtiar, B.; Aminah, A.; Mamot, S.; Jalifah, A.L. (2008). A promising mutant line for roselle industry in Malaysia. FAO Plant Breeding News. 195.
- Pau, L. T.; Salmah, Y.; Suhaila, M. (2002). Antioxidative properties of roselle (Hibiscus sabdariffa L.) in linoleic acid model system. Nutrition & Food Science. 32 (1): 17—20. doi:10.1108/00346650210413951.
- Vaidya, K. R. (2000). Natural cross-pollination in roselle, Hibiscus sabdariffa L. (Malvaceae). Genetics and Molecular Biology. 23 (3): 667—669. doi:10.1590/S1415-47572000000300027.

## Зовнішні посилання
- Визначення терміна «roselle» у Вікісловнику
- Media related to Roselle (plant) at Wikimedia Commons
- Roselle on Encyclopædia Britannica
- Roselle. NewCROP, Center for New Crops & Plant Products. Purdue University.
- Stephens, James M. (2018). Roselle — Hibiscus sabdariffa L. Horticultural Sciences Department, University of Florida. HS659.
- Jus de Bissap ("Roselle juice")